# Sironko (district)
Sironko is een district in het oosten van Oeganda. Sironko telde in 2020 naar schatting 274.300 inwoners op een oppervlakte van 406 km².
Het district is opgedeeld in twee town councils (Sironko, het administratief centrum van het district, en Budadiri) en 19 sub-county's.